# Louis-Alexandre Piel
Pour les articles homonymes, voir Piel.
Louis-Alexandre Piel, né le 20 août 1808 à Lisieux et mort le 19 décembre 1841 à Rome, est un architecte et religieux dominicain français.

## Biographie
Né dans une famille de commerçants, sa famille ayant été subitement ruinée, Piel a interrompu ses études pour entrer comme commis chez un épicier-droguiste à Paris. Après avoir demeuré dans cette ville de 1826 à 1830, ne pouvant s’habituer au commerce, il a essayé le notariat. À la fin de 1832, sa vocation l’a poussé à entrer comme élève chez l’architecte François Debret, dont il a fréquenté l’atelier, pendant plus d’un an.
Particulièrement attiré par l’architecture gothique, l’esprit occupé de plans d’églises et de restaurations de cathédrales, il a entrepris, en 1835, un voyage en Allemagne, pour en examiner l’architecture contemporaine. Après avoir visité Strasbourg, Fribourg, Constance, Schaffhausen, Munich, Augsbourg, Nuremberg, etc., il a publié, dans l’Européen de 1836, un Voyage en Allemagne, qui lui a valu d’être signalé par Montalembert comme un ami de l’art catholique. Il a ensuite donné une Revue critique de l’église de la Madeleine, et deux articles sur le salon de 1837.
Après avoir restauré la préfecture d’Auxerre, il a été appelé en 1837 à Nantes, par le curé de Saint-Nicolas, qui désirait faire rebâtir son église sur un plan plus vaste et en style style néo-gothique. Là, il s’est lié particulièrement avec le réfugié italien Thomaseo, et avec H. Requedat. Le plan de l’église Saint-Nicolas terminé, il a ouvert, avec sa sœur, un atelier dans la rue du Cloître-Notre-Dame, d’où il pouvait voir la cathédrale, objet particulier de ses études, et dont il se proposait faire une monographie, et dont il a signalé les dégradations au comité historique, au préfet de police, au ministre de l’Instruction publique, contribuant ainsi aux mesures conservatrices, qui ont été prises.
En 1838, il a été chargé de dresser le plan d’une petite église gothique dans les environs de Pontarlier, et le dessin d’une chaire pour la cathédrale de Sens. En 1839, l’année où Lacordaire a fondé à Paris, la confrérie de Saint-Jean l’Evangéliste, pour « la sanctification de « l’art et des artistes par la foi catholique et la « propagation de la foi catholique par l’art et les artistes », il a achevé le projet d’une église à Bians-les-Usiers, et levé le plan de l’église de Lisieux.
En avril 1840, au moment où François Guizot était sur le point de lui confier une mission artistique en Sicile, la mort de sa sœur, et le départ de son ami Requedat, l’ont décidé à renoncer au monde. Il s’est rendu à Rome, où il est entré, sous le nom de « frère Pierre », au couvent de Santa Sabina. Envoyé à Bosco Marengo, pour y achever son noviciat, il est entré, le 28 mai 1841, chez les Dominicains, sous le nom de « Pius », en l’honneur du pape Pie V, fondateur de ce couvent. Sept mois plus tard, les austérités du régime monastique ont eu raison de sa santé, puis de sa vie.